# 茴擬拉格鮡
鏽色擬拉格鮡，為輻鰭魚綱鯰形目骨鮡科的其中一種，為熱帶淡水魚類，分布於亞洲印度西孟加拉邦蒂斯塔河流域，體長可達2.5公分，棲息在沙石混合、流動快速的溪流底層水域，生活習性不明。

## 扩展阅读
維基物種上的相關：鏽色擬拉格鮡